# Франсеск Масія
Франсеск Масія і Льюса (кат. Francesc Macià; 21 вересня 1859 — 25 грудня 1933) — 122-й президент Каталонії, іспанський військовий діяч.

## Біографія
Служив в іспанській армії до 1905 року.
В 1922 заснував незалежну партію Естат Катала. У 1926 намагався підняти повстання проти диктатури Мігеля Прімо де Рівери. Після виборів 1931 року, на яких його партія отримала більшість, Масія проголосив незалежність Каталонської республіки, але незабаром був змушений задовольнитися частковою автономією у складі новоствореної Іспанської республіки. Був президентом генералітету з 1932 до своєї смерті в 1933 році. Похований на Монтжуїкському цвинтарі Барселони. Його смерть викликала масову демонстрацію.

## Документація
У Національному архіві Каталонії зберігається частина його особистої колекції, що складається з малюнків, де президент подорожує по Каталонії, і сімейних знімків. Вони являють собою сховище місіс Терези Пейра і Масія. Фонд містить документи, сформовані й отримані Франсеском Масією, особисті та сімейні документи, листування з періодом до 2-ї Республіки (до квітня 1931 року) та документи, підготовлені в першу чергу з точки зору його політичної діяльності. Фонд об'єднує документи, що стосуються його поведінки, перш ніж він був призначений президентом провінції Каталонія (1907—1931): як члена парламенту (виступи, прокламації і повідомлення про конференції) каталонської держави (організація, звіти, прокламації, виклики, публікації і т. д.), каталонської армії (Статут, Правила, відображення інформації та географічні шляхи) і відносно відповідного періоду Директорії генерала Прімо де Рівери.